# 52. (kosmetska) divizija (NOVJ)
52. (kosmetska) divizija je bila partizanska divizija, ki je delovala v sklopu NOV in POJ v Jugoslaviji med drugo svetovno vojno.
Ustanovljena je bila 8. februarja 1945.